# Gušenje
Gušenje je poremećaj disanja, zbog neprotočnosti dišnih puteva, zbog zaostalog stranog tijela u dišnim putevima ili zbog nesreće. U teškim slučajevima, može doći do smrti. 